# Tour de Colombie 2006
Le Tour de Colombie 2006, qui se déroule du 5 au 20 août 2006, est une épreuve cycliste remportée par le Colombien José Castelblanco. Cette course est composée de quinze étapes. À la veille de l'arrivée, le leader de la course, Hernán Buenahora, ainsi que le quatrième, Israel Ochoa et Freddy González, dixième du classement général provisoire, ne sont pas autorisés à prendre le départ de l'ultime étape en raison d'un hématocrite non conforme.

## Classement général
| Classement final | Classement final  | Classement final | Classement final                          | Classement final    |
|                  | Coureur           | Pays             | Équipe                                    | Temps               |
| ---------------- | ----------------- | ---------------- | ----------------------------------------- | ------------------- |
| 1er              | José Castelblanco | Colombie         | Gobernación del Zulia-Alcaldía de Cabimas | en 46 h 40 min 42 s |
| 2e               | Daniel Rincón     | Colombie         | Orbitel-EPM A                             | + 2 min 10 s        |
| 3e               | Álvaro Sierra     | Colombie         | Lotería de Boyacá                         | + 2 min 51 s        |
| modifier         |                   |                  |                                           |                     |